# Světový pohár v orientačním běhu 2006
Světový pohár v orientačním běhu 2006 (Orienteering World Cup 2006) byl 12. ročníkem této soutěže. Skládal se z 12 závodů, které se konaly v Estonsku, Dánsku a Francii. Součástí Světového poháru bylo i Mistrovství světa v orientačním běhu 2006 v Aarhusu a Mistrovství Evropy v orientačním běhu 2006 v Otepää.  
V mužské kategorii zvítězil Thierry Gueorgiou z Francie, který si připsal 4 vítězství.  
V ženské kategorii dominovala Simone Niggli-Luder ze Švýcarska, která vyhrála 8 závodů a získala svůj pátý celkový titul.
---

## Program světového poháru 2006
| č. | Datum           | Trať         | Místo             | Vítěz muži        | Vítěz ženy          |
| -- | --------------- | ------------ | ----------------- | ----------------- | ------------------- |
| 1  | 7. květen 2006  | Sprint (EOC) | Otepää, Estonsko  | Emil Wingstedt    | Simone Niggli-Luder |
| 2  | 9. květen 2006  | Middle (EOC) | Otepää, Estonsko  | Thierry Gueorgiou | Minna Kauppi        |
| 3  | 12. květen 2006 | Long (EOC)   | Otepää, Estonsko  | Jani Lakanen      | Simone Niggli-Luder |
| 4  | 1. srpen 2006   | Sprint (WOC) | Aarhus, Dánsko    | Emil Wingstedt    | Hanny Allston       |
| 5  | 2. srpen 2006   | Long (WOC)   | Aarhus, Dánsko    | Jani Lakanen      | Simone Niggli-Luder |
| 6  | 4. srpen 2006   | Middle (WOC) | Aarhus, Dánsko    | Holger Hott       | Simone Niggli-Luder |
| 7  | 4. říjen 2006   | Sprint       | Auvergne, Francie | Thierry Gueorgiou | Heli Jukkola        |
| 8  | 5. říjen 2006   | Long         | Auvergne, Francie | Thierry Gueorgiou | Simone Niggli-Luder |
| 9  | 6. říjen 2006   | Middle       | Auvergne, Francie | Thierry Gueorgiou | Marianne Andersen   |

---

## Celkové pořadí

### Muži
| Pořadí | Závodník          | Země      | Body |
| ------ | ----------------- | --------- | ---- |
| 1.     | Thierry Gueorgiou | Francie   | 293  |
| 2.     | Daniel Hubmann    | Švýcarsko | 276  |
| 3.     | Valentin Novikov  | Rusko     | 247  |
| 4.     | Holger Hott       | Norsko    | 232  |
| 5.     | Jani Lakanen      | Finsko    | 229  |

### Ženy
| Pořadí | Závodnice           | Země      | Body |
| ------ | ------------------- | --------- | ---- |
| 1.     | Simone Niggli-Luder | Švýcarsko | 327  |
| 2.     | Marianne Andersen   | Norsko    | 302  |
| 3.     | Minna Kauppi        | Finsko    | 296  |
| 4.     | Heli Jukkola        | Finsko    | 285  |
| 5.     | Emma Claesson       | Švédsko   | 247  |

---